# Rush!
Pour les articles homonymes, voir Rush.
Albums de Måneskin
Teatro d'ira: Vol. I (en)
(2021)
Singles
1. Mammamia (en)
Sortie : 8 octobre 2021
2. Supermodel (en)
Sortie : 13 mai 2022
3. The Loneliest
Sortie : 7 octobre 2022
4. Gossip (en)
Sortie : 13 janvier 2023
5. Baby Said (en)
Sortie : 3 mars 2023
6. Honey (Are U Coming?) (en)
Sortie : 1er septembre 2023
7. Valentine (en)
Sortie : 17 novembre 2023

Rush! est le troisième album studio du groupe de rock italien Måneskin, sorti le 20 janvier 2023 sur le label Epic Records.

## Parution et accueil

### Sortie et promotion
Rush! sort le 20 janvier 2023.
Une réédition de l'album intitulée Rush! (Are U Coming?) sort le 10 novembre 2023. Elle contient cinq nouveaux titres, dont les singles Honey (Are U Coming?) (en) et Valentine (en).

### Succès commercial
Lors de sa sortie, l'album se classe en première position de nombreux pays européens, dont la Belgique, la France, l'Italie et la Suisse, ainsi qu'au Japon.

### Classements et certifications

#### Classements hebdomadaires
| Classement (2023)                   | Meilleure place |
| ----------------------------------- | --------------- |
| Allemagne (Media Control AG)        | 3               |
| Australie (ARIA)                    | 27              |
| Autriche (Ö3 Austria Top 40)        | 1               |
| Belgique (Flandre Ultratop)         | 1               |
| Belgique (Wallonie Ultratop)        | 1               |
| Canada (Canadian Albums Chart)      | 10              |
| Danemark (Tracklisten)              | 13              |
| Écosse (OCC)                        | 3               |
| Espagne (Promusicae)                | 2               |
| États-Unis (Billboard 200)          | 18              |
| États-Unis (Top Alternative Albums) | 1               |
| Finlande (Suomen virallinen lista)  | 4               |
| France (SNEP)                       | 1               |
| Irlande (Irish Albums Chart)        | 16              |
| Italie (FIMI)                       | 1               |
| Japon (Oricon)                      | 8               |
| Norvège (VG-lista)                  | 6               |
| Pays-Bas (Mega Album Top 100)       | 1               |
| Portugal (AFP)                      | 1               |
| Royaume-Uni (UK Albums Chart)       | 5               |
| Suède (Sverigetopplistan)           | 8               |
| Suisse (Schweizer Hitparade)        | 1               |

#### Certifications
| Pays                       | Certification | Unités certifiées |
| -------------------------- | ------------- | ----------------- |
| Belgique (BEA)             | Or            | 10 000            |
| Brésil (Pro-Música Brasil) | Or            | 20 000            |
| France (SNEP)              | Platine       | 100 000           |
| Hongrie (Mahasz)           | Platine       | 4 000             |
| Italie (FIMI)              | 2 × Platine   | 100 000           |
| Pologne (ZPAV)             | 2 × Platine   | 40 000            |

## Fiche technique

### Listes des chansons
| 1.    | Own My Mind                    | Måneskin, Nate Cyphert                 | Måneskin, Benjamin Berger, Ryan Rabin           | Måneskin, Fabrizio Ferraguzzo, Enrico Brun | 3:11 |
| 2.    | Gossip (en) (avec Tom Morello) | Måneskin, Madison Love                 | Måneskin, Joseph Janiak                         | Måneskin, Ferraguzzo, Brun                 | 2:48 |
| 3.    | Timezone                       | Måneskin, Justin Tranter               | Måneskin, Rami Yacoub, Sylvester Sivertsen      | Sly, Yacoub                                | 2:59 |
| 4.    | Bla Bla Bla                    | Måneskin, Pablo Bowman                 | Måneskin, Peter Rycroft                         | Måneskin, Ferraguzzo, Brun                 | 3:04 |
| 5.    | Baby Said (en)                 | Måneskin, Tranter                      | Måneskin, Yacoub, Max Martin, Sivertsen         | Sly, Yacoub                                | 2:44 |
| 6.    | Gasoline                       | Måneskin, Tranter                      | Måneskin, Yacoub, Sivertsen                     | Sly, Yacoub                                | 3:41 |
| 7.    | Feel                           | Måneskin, Savan Kotecha                | Måneskin, Mattias Larsson, Robin Fredriksson    | Mattman & Robin                            | 2:47 |
| 8.    | Don't Wanna Sleep              | Måneskin, Tranter                      | Måneskin, Yacoub, Martin, Sivertsen             | Sly, Yacoub                                | 2:36 |
| 9.    | Kool Kids                      | Måneskin                               | Måneskin                                        | Måneskin, Ferraguzzo                       | 2:43 |
| 10.   | If Not for You                 | Måneskin, Kotecha                      | Måneskin, Martin, Yacoub, Sivertsen             | Sly, Yacoub, Martin                        | 3:14 |
| 11.   | Read Your Diary                | Måneskin, Tranter                      | Måneskin, Yacoub, Sivertsen                     | Sly, Yacoub, Martin                        | 2:30 |
| 12.   | Mark Chapman                   | Måneskin                               | Måneskin                                        | Måneskin, Ferraguzzo, Brun                 | 3:40 |
| 13.   | La fine                        | Måneskin                               | Måneskin                                        | Måneskin, Ferraguzzo, Brun                 | 3:20 |
| 14.   | Il dono della vita             | Måneskin                               | Måneskin                                        | Måneskin, Ferraguzzo, Brun                 | 3:44 |
| 15.   | Mammamia (en)                  | Måneskin                               | Måneskin                                        | Måneskin, Ferraguzzo                       | 3:06 |
| 16.   | Supermodel (en)                | Måneskin, Tranter                      | Måneskin, Yacoub, Martin, Sivertsen             | Sly, Yacoub, Martin                        | 2:28 |
| 17.   | The Loneliest                  | Måneskin, Sarah Hudson, James Abrahart | Måneskin, Uzoechi Emenike, Yacoub, Jason Evigan | Måneskin, Ferraguzzo, Brun, Marco Vialardi | 4:07 |
| 52:42 |                                |                                        |                                                 |                                            |      |

### Liste des chansons additionnelles deRush! (Are U Coming?)
| 1.    | Honey (Are U Coming?) (en) | Måneskin, Yacoub, Tranter, Sivertsen, Jussi Karvinen, Cxloe | Sly, Yacoub, Karvinen | 2:47 |
| 2.    | Valentine (en)             | Måneskin, Joseph Wander, Theo Hutchcraft                    | Ferraguzzo            | 3:37 |
| 3.    | Off My Face                | Måneskin, Berger, DFA, Ruth-Anne Cunningham, Rabin          | Ferraguzzo            | 2:30 |
| 4.    | The Driver                 | Måneskin, Dave Pittenger, Jordan Riley                      | Ferraguzzo            | 3:08 |
| 5.    | Trastevere                 | Måneskin                                                    | Ferraguzzo            | 3:02 |
| 67:06 |                            |                                                             |                       |      |